# Gullaboås (naturreservat)
Gullaboås är ett naturreservat i Torsås kommun i Kalmar län.
Området är naturskyddat sedan 2002 och är 26 hektar stort. Reservatet består av en skog som varit orörd under många decennier. 